# Idaea maudina
Idaea maudina là một loài bướm đêm trong họ Geometridae.